# Matutinum

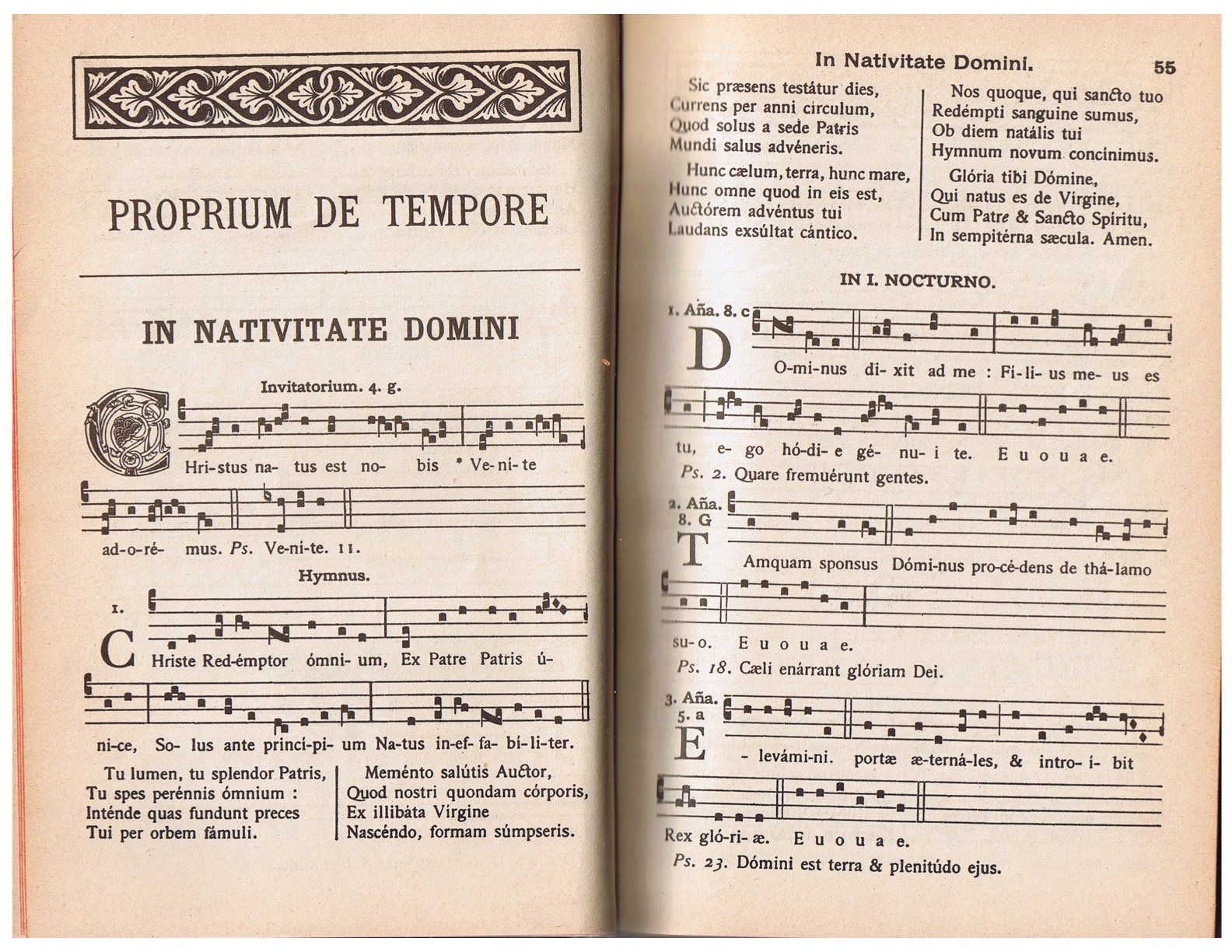
Początek matutinum na Boże Narodzenie w obrządku monastycznym (Liber responsorialis, 1895): widoczne wezwanie, hymn i antyfony do psalmów.

Matutinum – łacińska nazwa jednej z godzin kanonicznych w układzie formy nadzwyczajnej obrządku rzymskiego, której w formie zwyczajnej odpowiada Godzina Czytań. W języku polskim w przedsoborowej terminologii godzinę tę nazywano jutrznią, ale w terminologii posoborowej nazwa „jutrzni” odnosi się do innej godziny (łac. Laudes albo Laudes matutinae).

## Wiadomości ogólne
Tradycyjnie jedna z godzin kanonicznych była odprawiana w nocy. Zawierała ona dłuższe czytania z Pisma świętego i autorów kościelnych oraz rozbudowane muzycznie responsoria dłuższe (responsoria prolixa). Inną nazwą tej godziny są vigiliae. 
Po reformach liturgicznych Soboru Watykańskiego II i wprowadzeniu Liturgii Godzin na miejsce Brewiarza Rzymskiego zamiast matutinum pojawiła się Godzina Czytań, która jest krótsza i którą w odróżnieniu od matutinum można odmówić o dowolnej porze dnia. Matutinum zachowało się u kartuzów.
Księgi chórowe (z nutami), których używa się podczas nocnej godziny kanonicznej, noszą nazwy antyfonarza nocnego (Antiphonale albo Antiphonarium pro nocturnis Horis), responsoriału (Liber responsorialis) albo nokturnału (Nocturnale).

## Strukturamatutinum

### WBreviarium Romanum

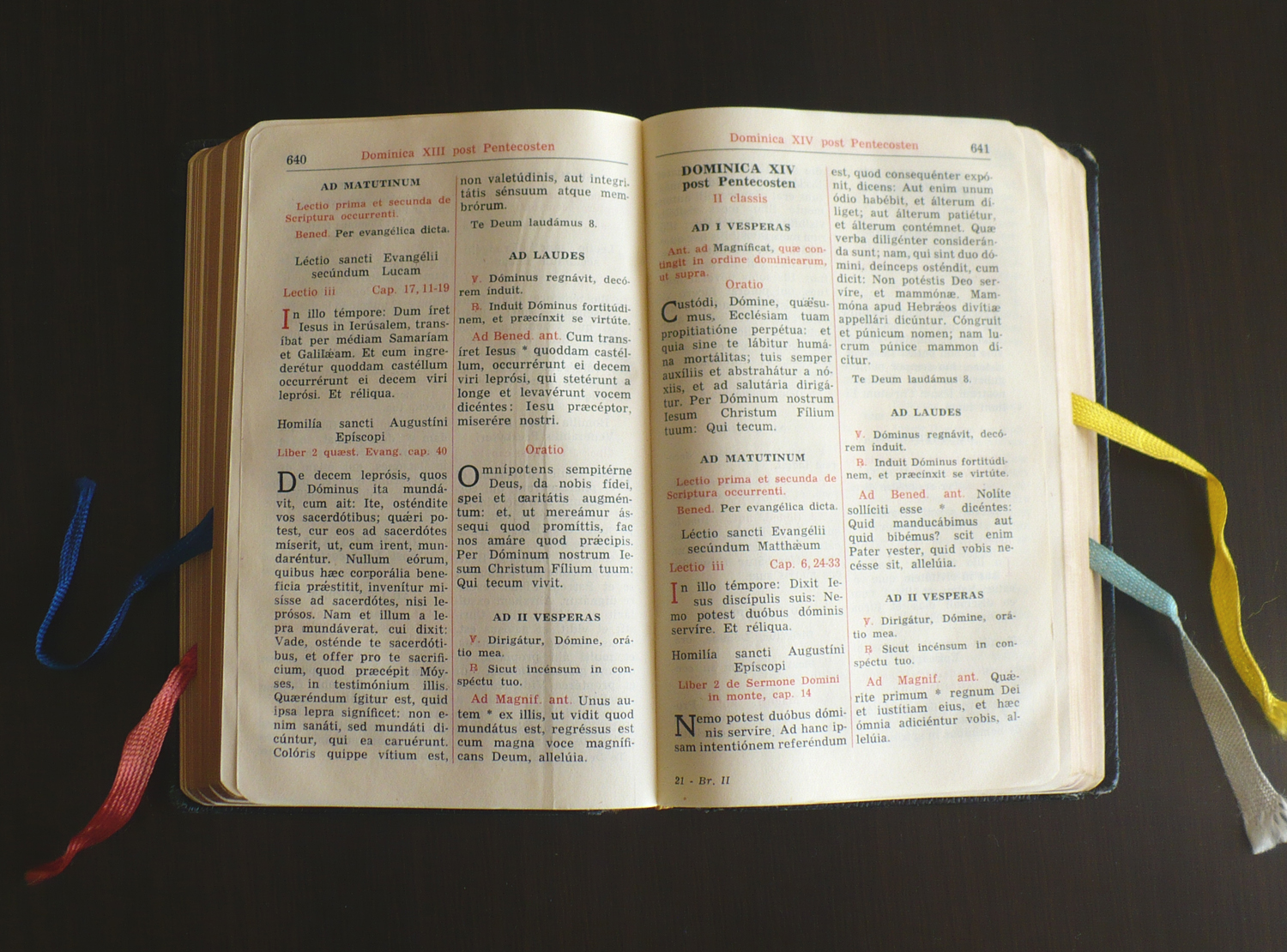
Breviarium Romanum (wydanie z 1962): widoczne teksty na XIII i XIV niedzielę po Zesłaniu Ducha Świętego, w tym kolejne III czytania matutinum (I i II stanowią część innej serii).

Matutinum rozpoczyna się wezwaniem, w czasie którego jest uroczyście śpiewany na jedną ze specjalnych melodii Psalm 94 Venite exsultemus (w polskich współczesnych tłumaczeniach Biblii jest to psalm 95). Potem następuje hymn.
Następnie ma miejsce psalmodia oraz czytania, których układ w uproszczeniu przedstawia się jak następuje:
- w dni liturgiczne niższej rangi następuje jedna seria psalmów i jedna seria czytań, czyli jest tylko jeden nokturn; według układu brewiarza po reformie Piusa X na początku XX wieku jest wtedy dziewięć psalmów i trzy czytania (wcześniej psalmów było więcej);
- w dni liturgiczne wyższej rangi są trzy nokturny, z których każdy składa się z trzech psalmów i trzech czytań; w sumie jest wtedy dziewięć psalmów i dziewięć czytań[9].

Między psalmami a czytaniami jest werset, po którym odmawia się po cichu Modlitwę Pańską. Na początku każdej serii czytań ma miejsce absolucja, a przed każdym czytaniem – błogosławieństwo lektora. Po ostatnim czytaniu czasami śpiewa się Te Deum. 
Zakończeniem matutinum jest modlitwa, werset Błogosławmy Panu i modlitwa za zmarłych, ale matutinum często łączy się z laudesami, więc  wtedy zakończenie się opuszcza.
Ten układ ulega różnym modyfikacjom w niektóre dni, przede wszystkim w czasie Triduum Paschalnego (patrz niżej) oraz w oficjum za zmarłych.

### W innych obrządkach

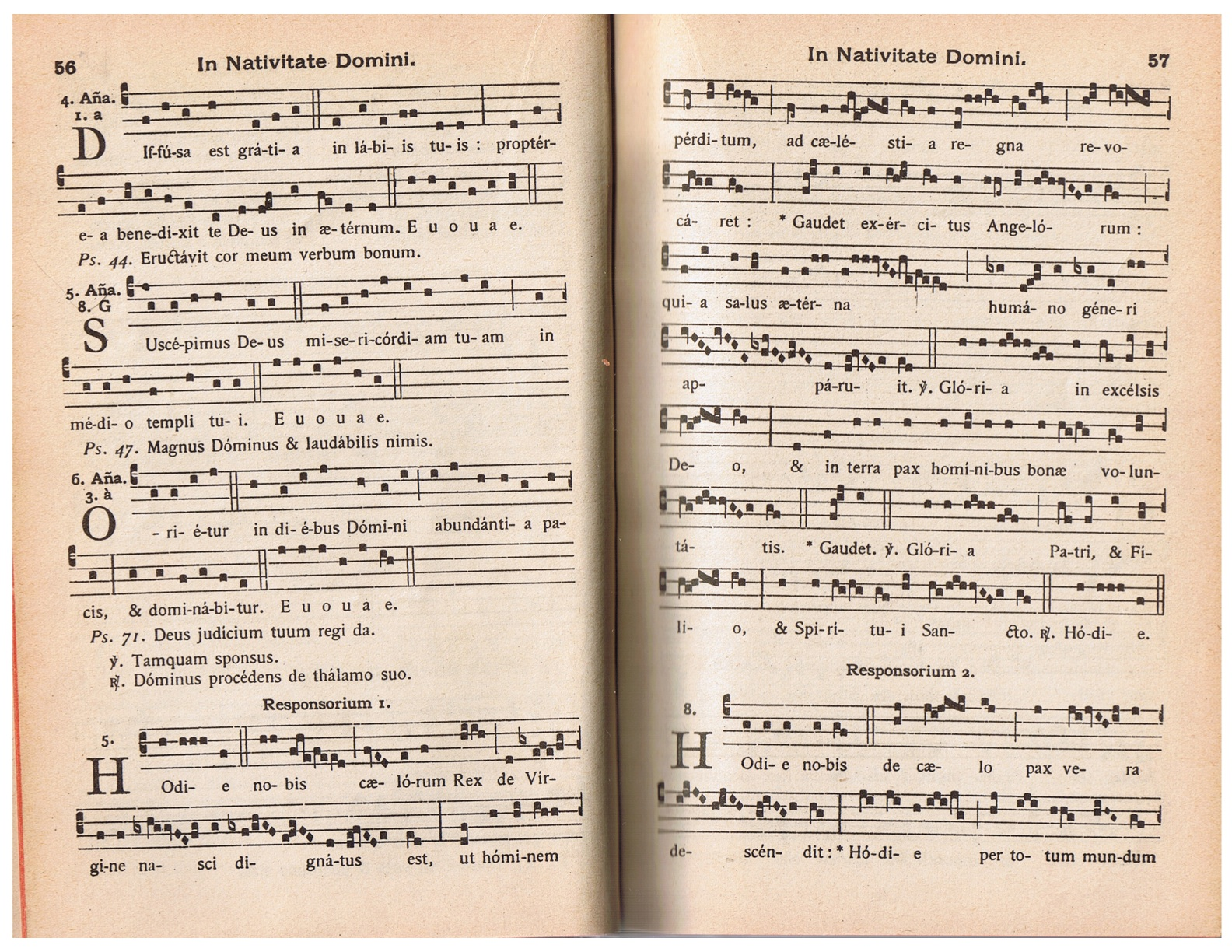
Dalszy ciąg matutinum Bożego Narodzenia: widoczne kolejne antyfony do psalmów, werset oraz jedno responsorium prolixum w całości i początek następnego.

W obrządku monastycznym układ elementów jest zasadniczo podobny jak w obrządku rzymskim, ale na przykład w uroczyste święta jest nie dziewięć, a dwanaście czytań.
W obrządku dominikańskim matutinum jest bardzo podobne do rzymskiego, różniąc się szczegółami, na przykład po ostatnim czytaniu w obrządku rzymskim następuje od razu Te Deum, a w obrządku dominikańskim ostatnie czytanie również ma swoje responsorium.

## Ciemna Jutrznia
Ciemna Jutrznia (łac. Tenebrae) to nazwa nabożeństwa odprawianego w Wielki Czwartek, Wielki Piątek i Wielką Sobotę, składającego się z matutinum i laudesów tych dni. Nazwa pochodzi od zwyczaju gaszenia kolejnych świec po każdym psalmie; pod koniec nabożeństwa w kościele zapada ciemność.